# دیلیا (خواننده)
دیلیا یا دیلجا (به انگلیسی: Diljá) با نام کامل دیلیا پتورسدوتر (به انگلیسی: Diljá Pétursdóttir) (زاده ۱۵ دسامبر ۲۰۰۱) خواننده ایسلندی است.
او نماینده ایسلند در یوروویژن ۲۰۲۳ بود.